# ルノー・グルーミー
ルノー・グルーミー(Reanult Groomy)とは、ベネリからOEM供給を受けてルノー・スポールが発売していた軽二輪スクータータイプのオートバイである。

## 概要
グルーミーは2003年に発売されたオートバイである。フルタイムをベースとしてベネリが製造した車体のOEM供給を受け、ルノー・スポールが販売管理した。ルノーはこの車種を最後にスクーターから撤退した。125、150の2モデルが発売された。

## モデル一覧

### グルーミー125
2002年よりベネリが製造を開始し、2003年に発売した車種で、フルタイムとは違い、ルーフは取り外し式になっている。日本未発売。

### グルーミー150
2002年よりベネリが製造を開始し、2003年に発売した車種で、フルタイムとは違い、ルーフは取り外し式になっている。日本未発売。

## 関連車種
その他のOEM
- ルノー・クラノス
- ルノー・キャンパス
- ルノー・スペシメン